# 土佐電気鉄道200形電車
土佐電気鉄道200形電車（とさでんきてつどう200がたでんしゃ）は、1950年に登場した土佐電気鉄道の路面電車車両である。
2014年10月1日付で土佐電気鉄道が高知県交通・土佐電ドリームサービスと経営統合し、新会社とさでん交通による運営に移行したのに伴い、当時在籍していた15両は土佐電気鉄道からとさでん交通に承継された。
本稿では200形と同一車体であるカルダン駆動車の500形電車についても記述する。

## 概要

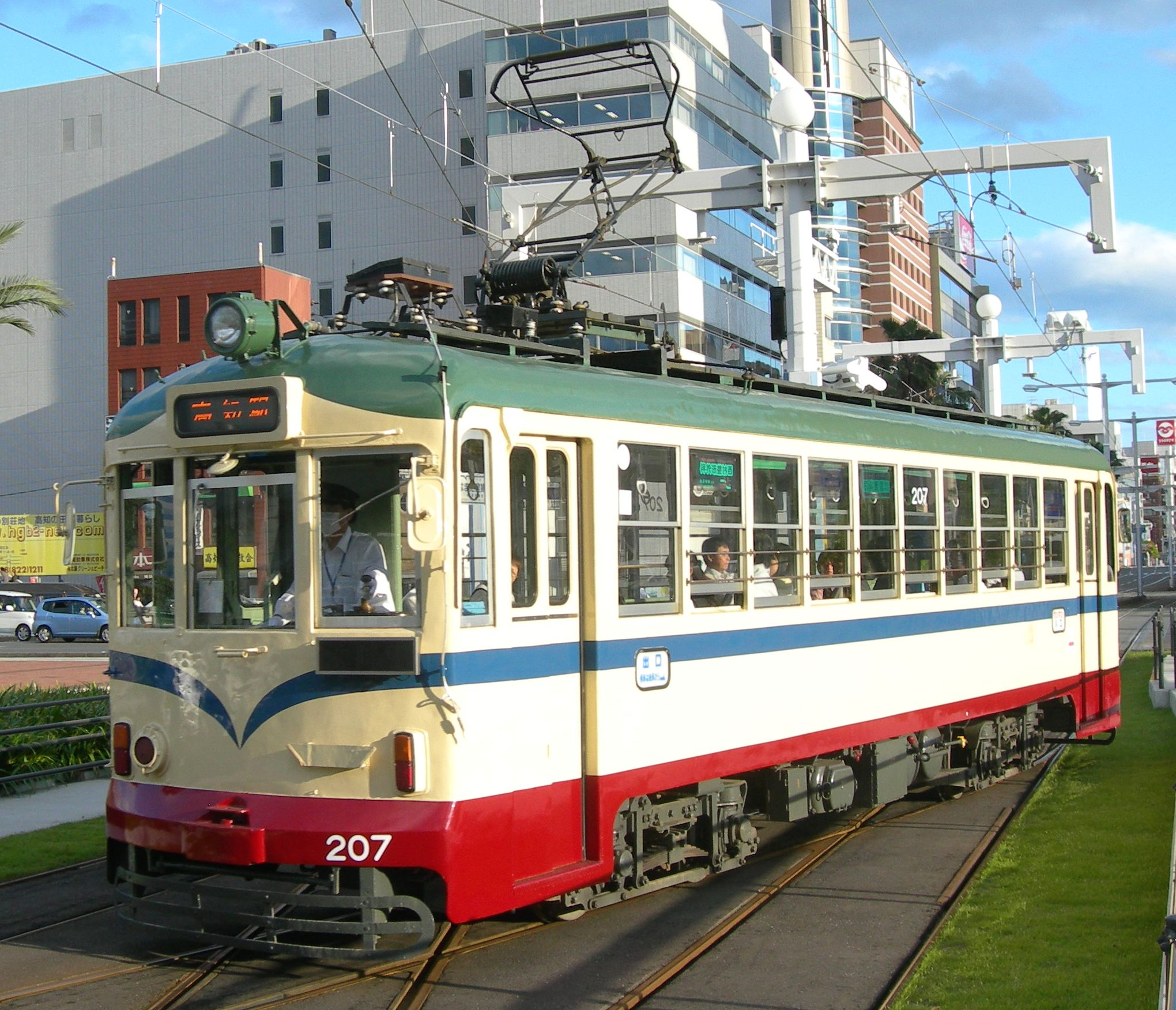
207号。非冷房車

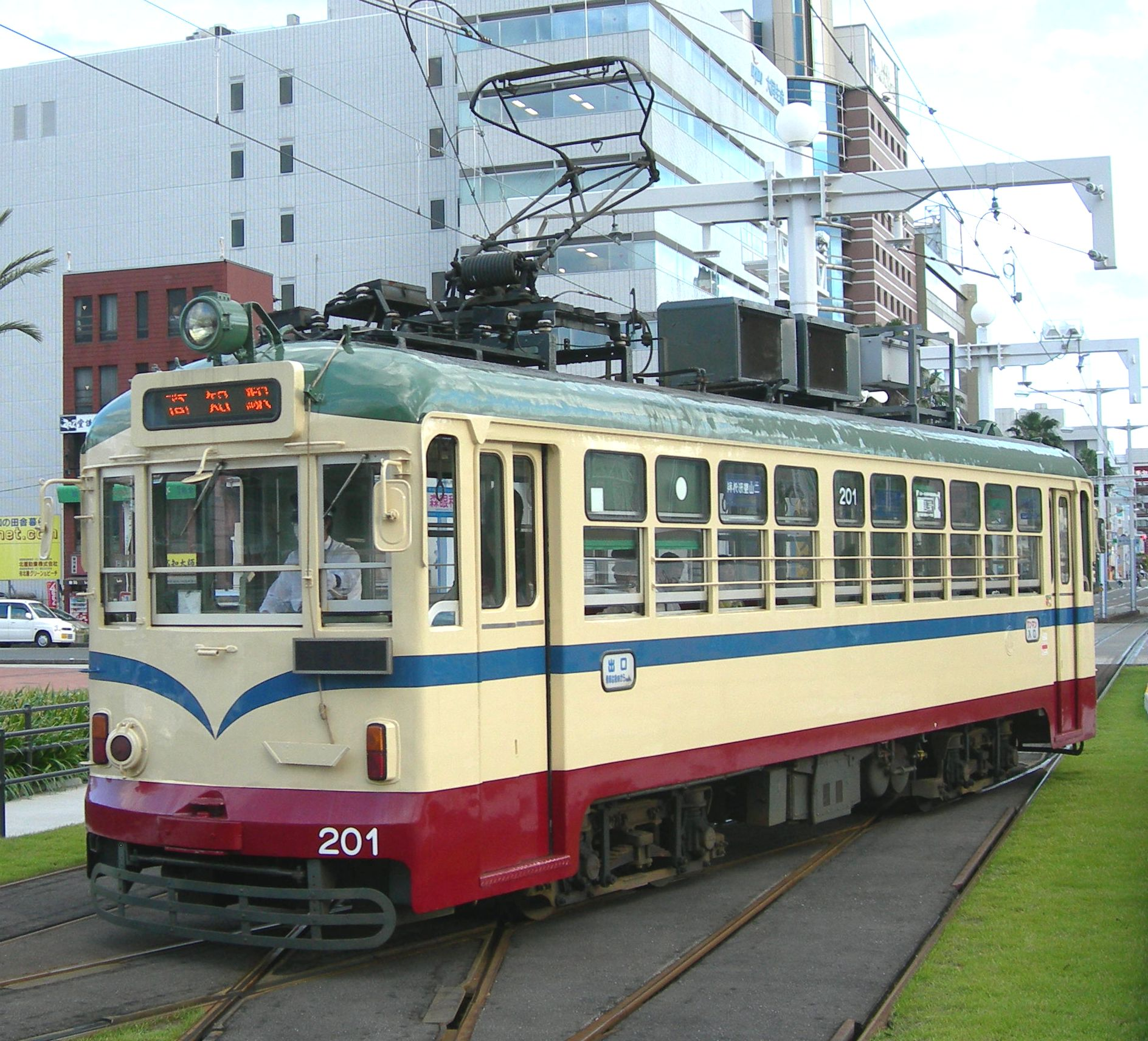
201号。冷房改造車

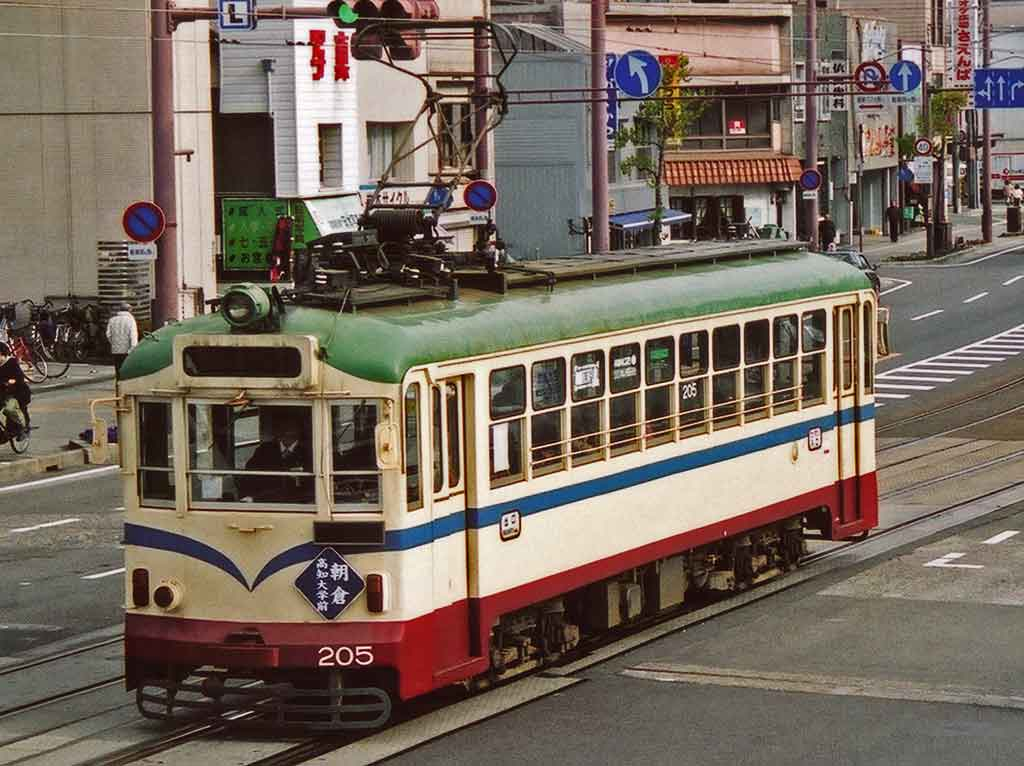
205号。車体更新により前面中央の窓が拡大されている。

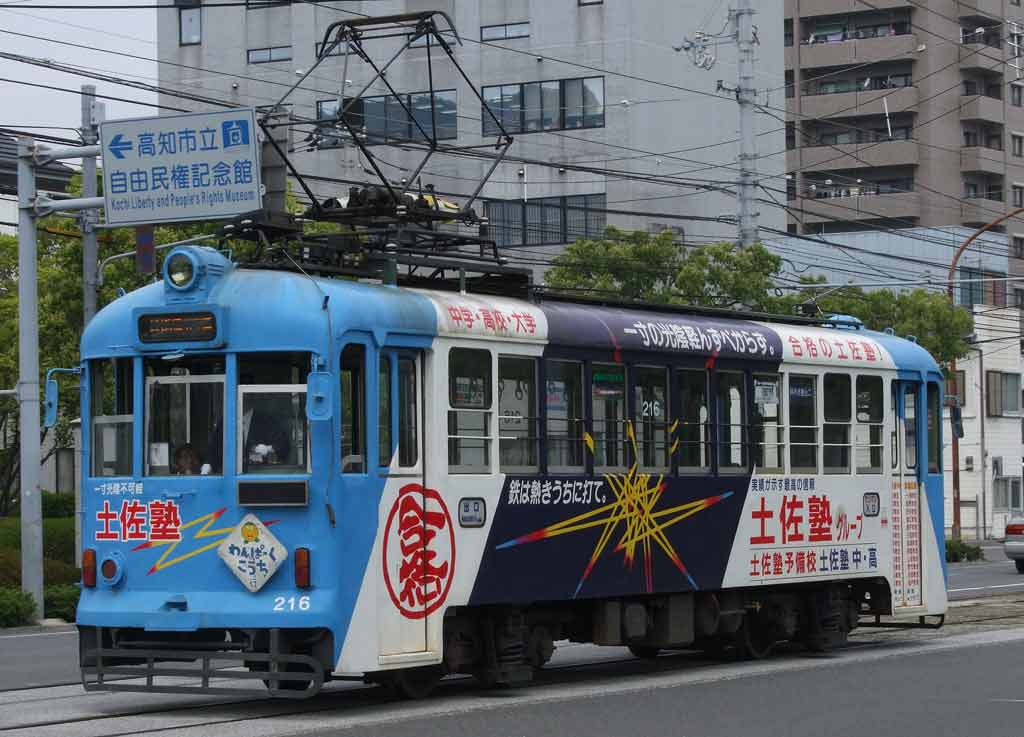
216号。前面窓の寸法は変えられていない。台車は軸梁式のOK-14である。

製造初年は1950年。当時各地に登場した都電6000形のコピー車の一つであり、他にも名鉄モ570形などがある。都電6000形とは、軌間（都電は1372mm、土電は1067mm）や前照灯の位置（都電6000形は窓下、土電200形は窓上）等の細部が異なる。
集電装置は201 - 210までZパンタ、211以降はパンタグラフになっている。201及び202は1980年に、210は2017年に冷房改造されたが、他は冷房化未施工である。211・212・219 - 221は間接非自動制御で連結器を装備して、安芸線との直通運転に使われていた。安芸線の廃止後は他車と性能は合わせられ、連結器は外されている。
201・202・204・205は車体更新され、前面中央窓が拡大されている。側面窓は201 - 214が2段上昇式で10枚、それ以降が1段下降式で11枚となっていたが、201と202は冷房改造に伴い上段をHゴムで固定した1段上昇式の、いわゆる「バス窓」に変更され、車体の補強のため側面では中央付近の柱が太くなり、隣にある一枚の窓が狭くなり、外観の印象が大きく変化している。
車高・自重・定員は車両によって違いがあり、台車は6つの型式が混在しているなど、バリエーションが多い。
製造は201 - 205までの1次車は日立及び帝国車両、206 - 210までの2次車及び211 - 214までの3次車は日立、それ以降は自社工場で製造している。
203は1971年5月の事故により廃車となった。その他の車両も2000年より2000形に車体更新された車両が現れており、3両が改造されている。215と220は、2005年12月にはりまや橋交差点で接触事故を起こし休車となっていたが、廃車となった。221は老朽化等の事情から長期休車の後2015年11月5日に廃車された。よって、2016年現在の在籍数は14両であり、桟橋線をメインに全線で幅広く運用されている。このうち冷房化試験運行（三菱電機製家庭用エアコンを使用している）に供されている車両が存在する。
非冷房車は夏季には朝ラッシュ時以外ほとんど動いていない。2025年現在在籍する全ての車輌が車齢70年を越えている。そして、216の廃車により自社工場製の車両が全廃された。

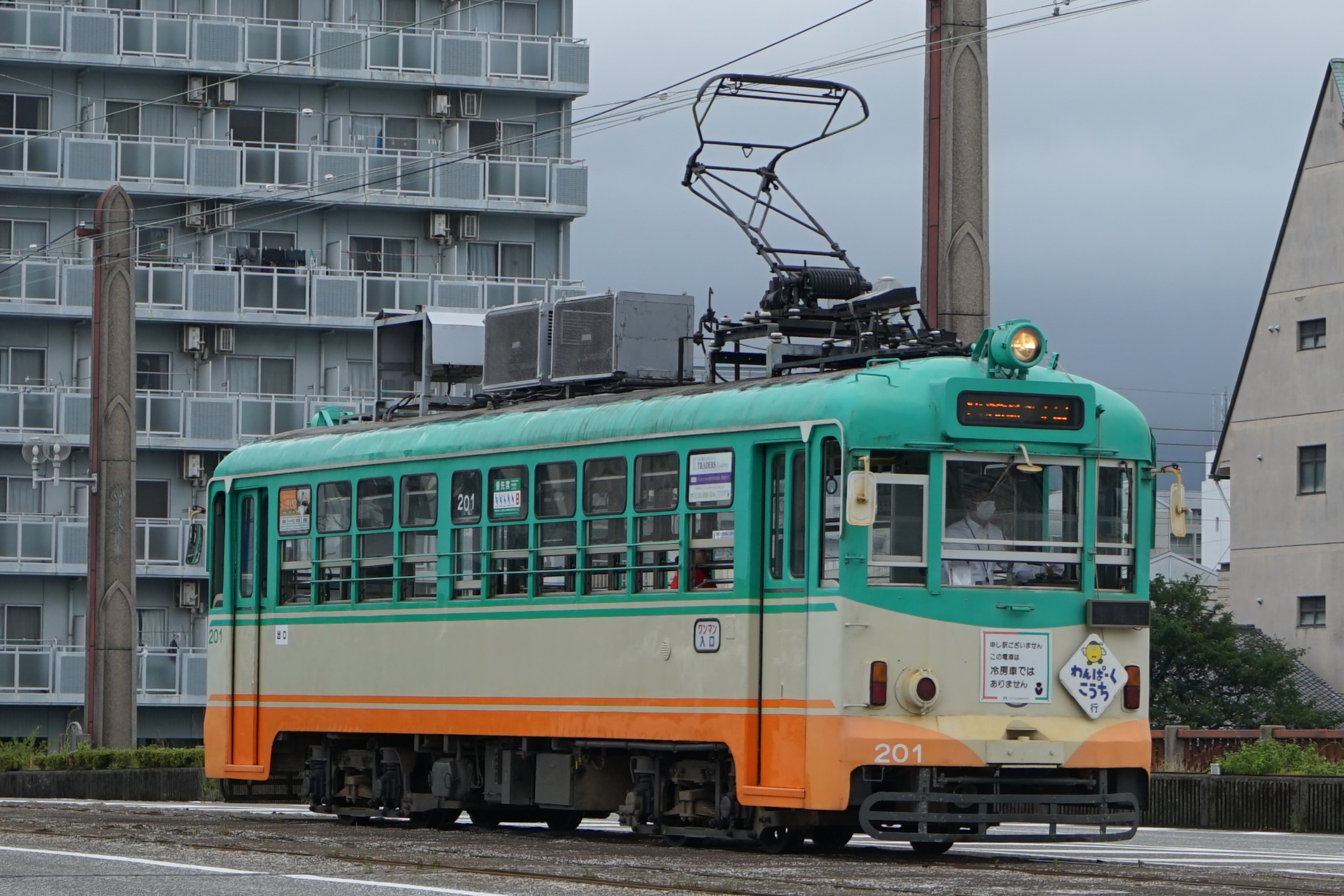
冷房の故障により、非冷房であることを示す看板が設置された201号

2023年、ワンマンの出口表示を埋め、シールに変更。2024年、201、202の冷房は老朽化と故障により使用中止。

## 主要諸元（201）
- 製造初年：1950年
- 全長：11600mm
- 全幅：2275mm
- 全高：3750mm
- 自重：16.1t
- 車体構造：普通鋼製
- 定員（着席）：60(32)人
- 出力・駆動方式：38 kW×2、吊り掛け式
- 台車：日立製作所SA-W2

## 各車状況
| 車両番号  | 全長 (mm) | 全幅 (mm) | 全高 (mm) | 定員 (座席) | 製造元     | 製造初年 | 台車形式          | 備考                                                              |
| --------- | --------- | --------- | --------- | ----------- | ---------- | -------- | ----------------- | ----------------------------------------------------------------- |
| 201・202  | 11,600    | 2,275     | 3,750     | 60 (32)     | 日立製作所 | 1950年   | 日立製作所SA-W2   | 1980年に冷房化されたが、2024年に故障で使用中止。新塗装。          |
| 204・205  | 11,600    | 2,275     | 3,750     | 60 (32)     | 帝国車両   | 1950年   | 帝國車輛TB-20     | 1980年に車体更新で全面窓の大型化・側面窓の固定を実施。            |
| 206 - 210 | 11,600    | 2,275     | 3,750     | 60 (32)     | 日立製作所 | 1952年   | 日立製作所KBD-12A | 207号 復刻塗装「金太郎塗装」 210号 家庭用エアコン試験車両・新塗装 |
| 211 - 214 | 11,600    | 2,275     | 3,590     | 60 (32)     | 日立製作所 | 1954年   | 日立製作所KL-21A  | 213号 復刻塗装「ツーマン塗装」                                    |
| 216       | 11,600    | 2,275     | 4,040     | 60 (32)     | 自社工場   | 1955年   | 川崎車輌OK-14     | 車庫内にて部品取りに供用                                          |

- 201 - 1950年4月竣工、桟橋車庫所属
- 202 - 1950年4月竣工、桟橋車庫所属
- 203 - 1950年4月竣工、1971年5月事故廃車
- 204 - 1950年4月竣工、廃車済み
- 205 - 1950年4月竣工、廃車済み
- 206 - 1953年10月竣工、廃車済み
- 207 - 1953年10月竣工、桟橋車庫所属。2015年1月に、電車創業111周年を記念して「高知の電車とまちを愛する会」の手により、過去の「金太郎塗装」が再現された[2]。
- 208 - 1953年10月竣工、廃車済み
- 209 - 1953年10月竣工、廃車済み
- 210 - 1953年10月竣工、桟橋車庫所属。2021年に家庭用エアコンを積んだ冷房試験車となったが、2024年以降運用に入っていない。
- 211 - 1954年7月竣工、廃車済み
- 212 - 1954年7月竣工、廃車済み
- 213 - 1954年7月竣工、桟橋車庫所属。ツーマン塗装。
- 214 - 1954年7月竣工、桟橋車庫所属。ワンマン塗装。
- 215 - 1955年8月竣工、2005年12月21日の事故に伴い休車となっていたが後に廃車
- 216 - 1955年8月竣工、廃車済み
- 217 - 1955年8月竣工、2004年2月廃車、部品は2000形2002に流用
- 218 - 1955年9月竣工、2000年3月廃車、部品は2000形2001に流用。車体はわんぱーくこうちに、西鉄譲渡車由来のKL-11台車を装着して保存されている（ツーマン塗装）。
- 219 - 1956年8月竣工、2004年8月廃車、部品は2000形2003に流用
- 220 - 1957年6月竣工、2005年12月21日の事故に伴い休車となっていたが後に廃車
- 221 - 1957年6月竣工、2006年の検査時に台車換装（川崎車輌OK-14→住友金属工業FS78A＝元名鉄モ593号のもの）。2015年11月5日廃車。

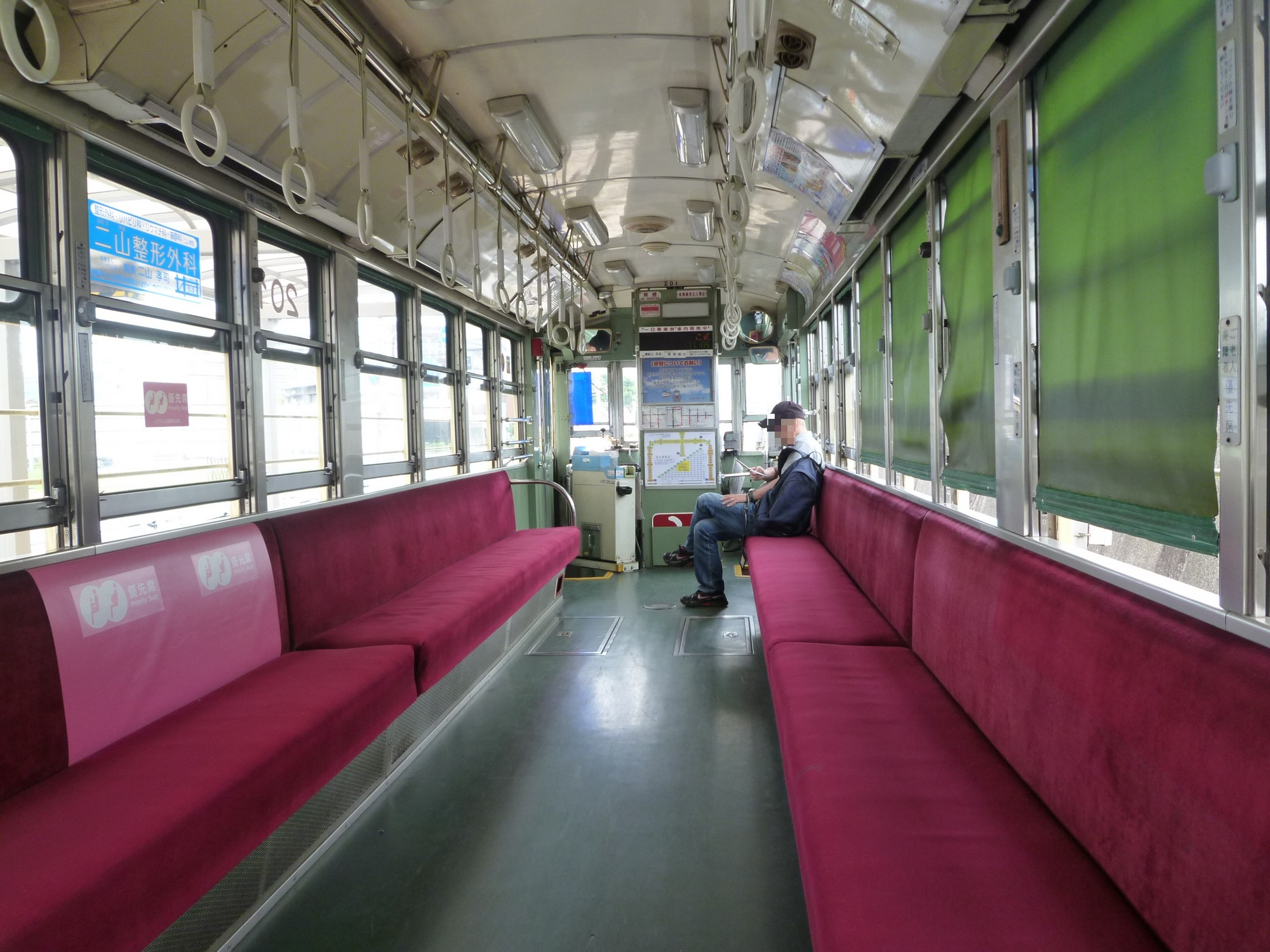
車体更新車(201号)の車内。
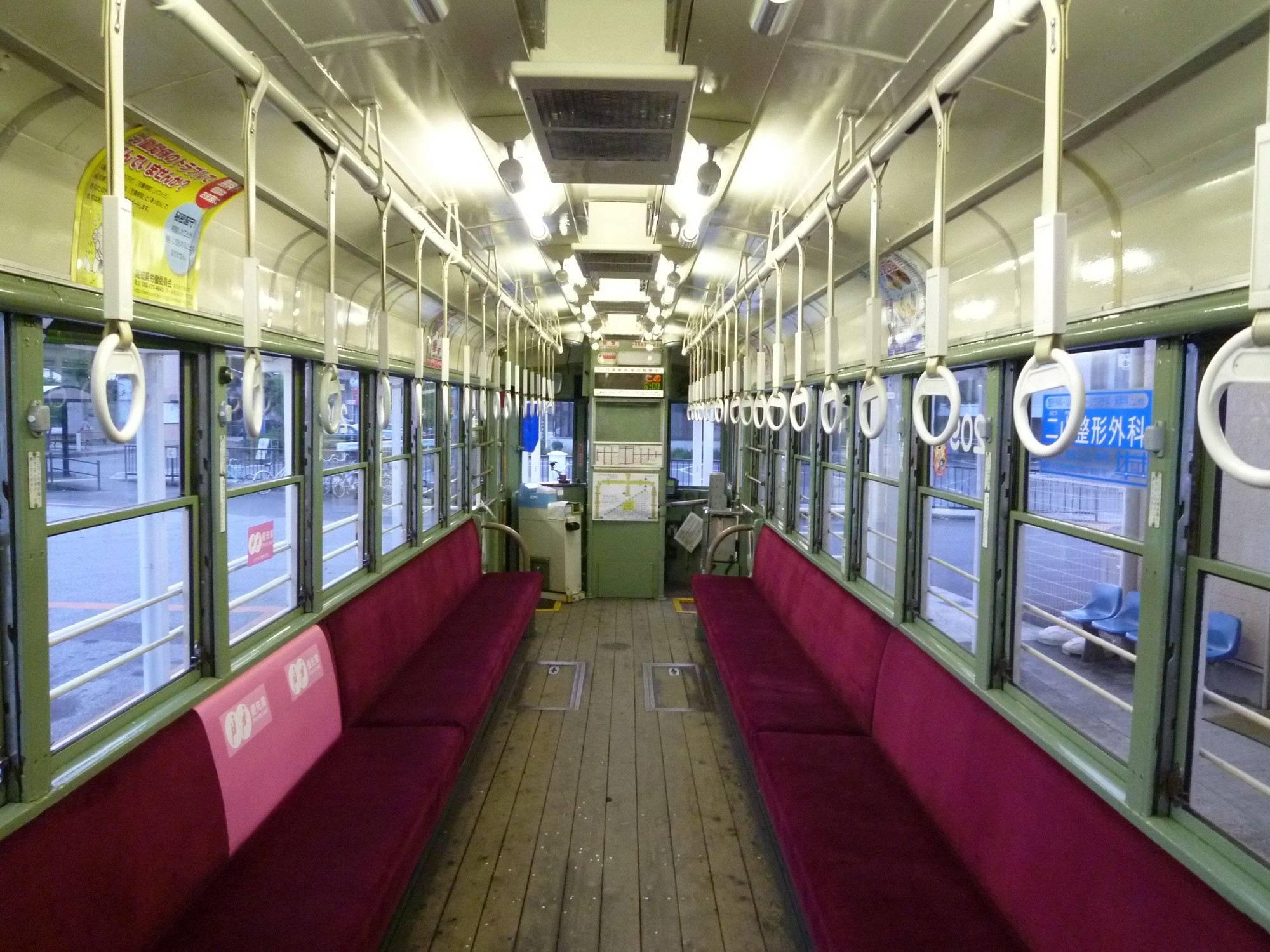
未更新車の車内その1(209号)。206～ 209,214の5両は車内の床が木製むき出しのままで残っている。
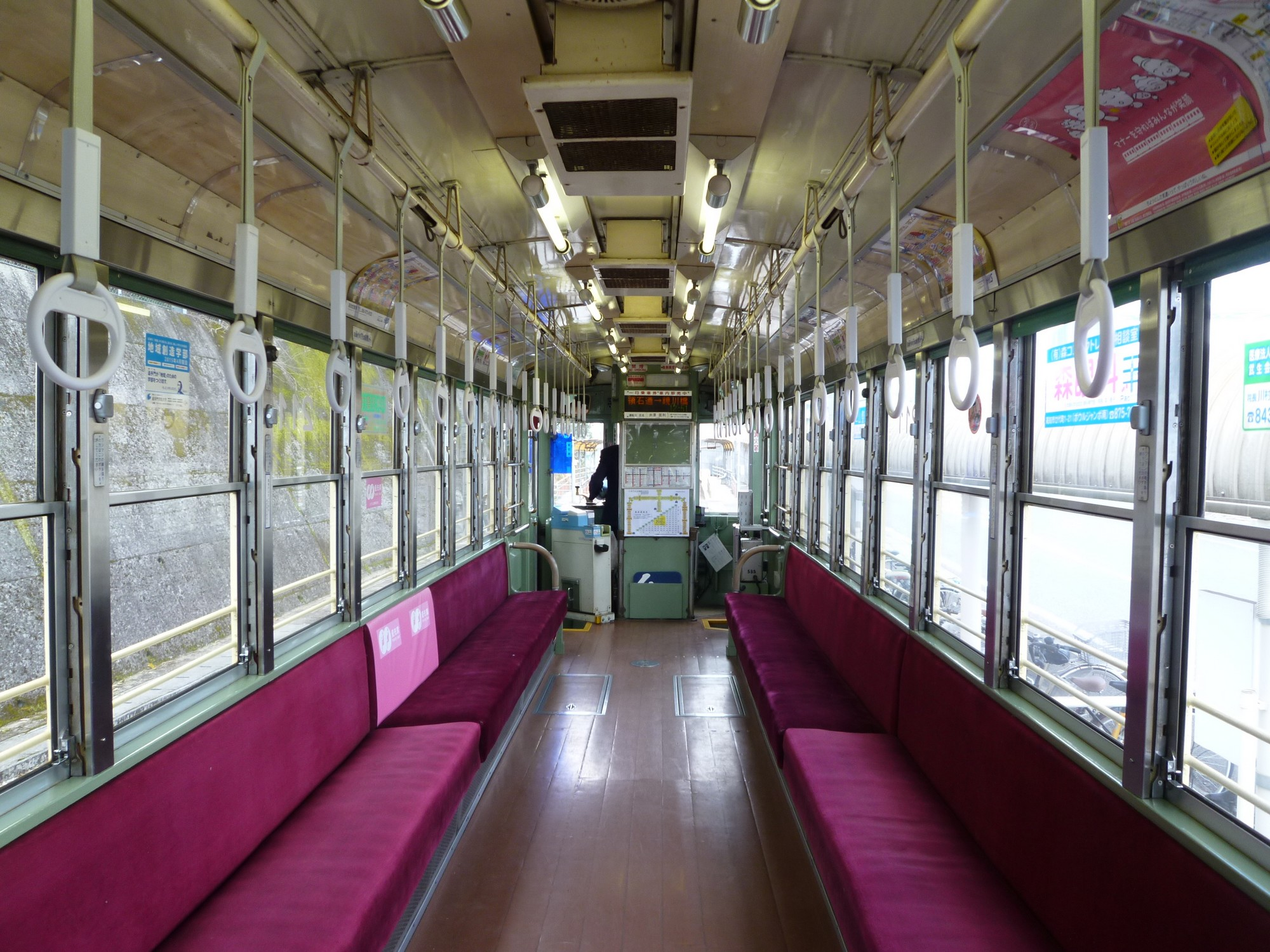
未更新車の車内その2(211号)。その他の未更新車は600形同様に床は塗られている。
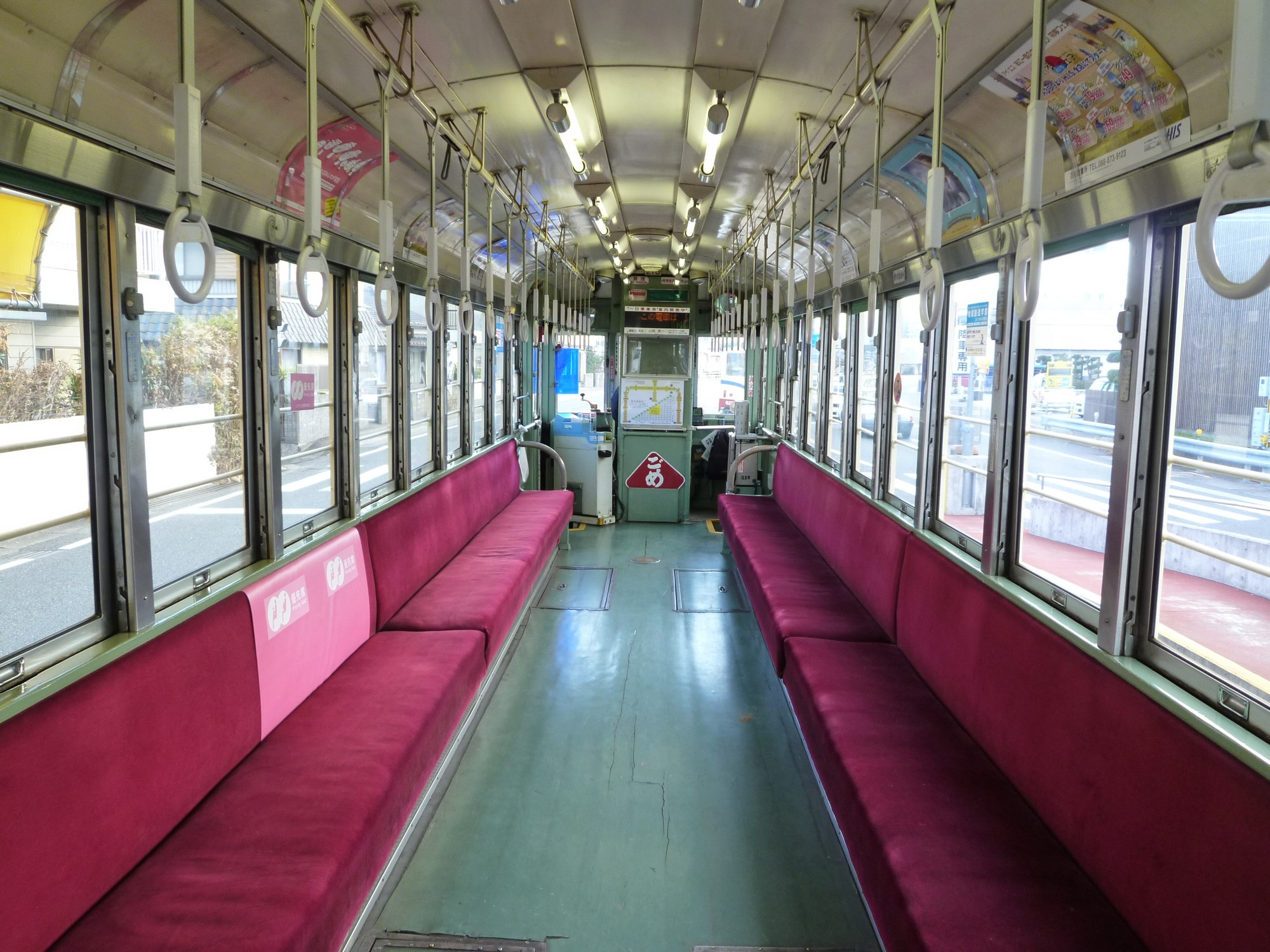
未更新車の車内その3(216号)。塗床の色は赤と緑の2種類が存在する。

## 500形

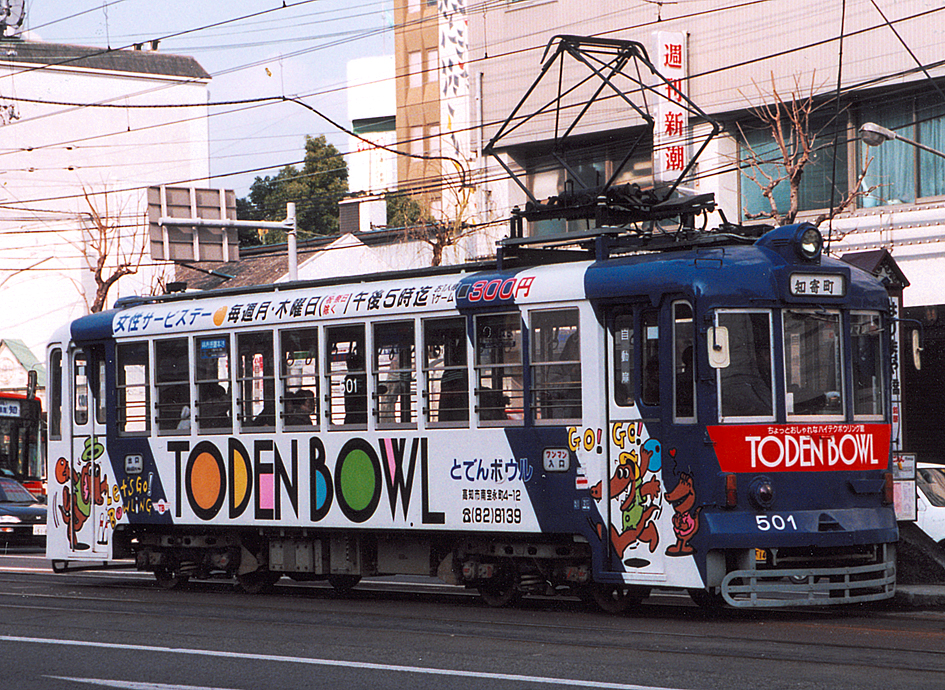
501号。非冷房車（1990年）

1950年代後半、私鉄各社でカルダン駆動方式を採用した高性能電車が登場していたが、路面電車では主に戦前のアメリカで大量製造されたPCCカーの走行機器類を応用した高性能電車を製造していた。都電でも5500形が登場し、その後6000形のラストナンバーの6291が5500形の走行機器類に改められ6500形に改番された。この6500形の走行機器類を基に200形の車体を乗せた土佐電気鉄道初のカルダン駆動車となった500形1両が1954年に登場した。
車体は同年に製造された200形3次車に準じるが、走行機器類は直角カルダン駆動方式、電空併用ブレーキ、間接自動制御など最新設備を大量に盛り込んだ。
だが1両のみの製造にとどまり、特殊構造による保守の難しさから1965年に200形と同様の吊掛け駆動方式、直接制御に改められた。
その後車齢50年近くに達し、老朽化が顕著であったことから2002年に100形の登場と入れ替わりに廃車された。